# Rata mesquera
|  | Per a altres significats, vegeu «Rata mesquera de cua rodona». |

La rata mesquera o ondatra (Ondatra zibethicus) és una espècie de rosegador de la família dels cricètids. Es tracta d'un rosegador semiaquàtic de mida mitjana originari de Nord-amèrica, des d'on ha estat introduït a parts d'Àsia, Europa i Sud-amèrica. Viu a les zones humides de tota una gamma de climes i hàbitats diferents. Influeix de manera significativa en l'ecologia de les zones humides a través del seu impacte sobre l'erosió de les ribes, la vegetació autòctona i els altres organismes que nien a terra. És una font d'aliment i pelatge per als éssers humans.
Les rates mesqueres adultes tenen una llargada de cap a gropa de 20-35 cm i pesen 0,6-2 kg. El pelatge és curt, espès i de color marró fosc a mitjà. Fan servir la cua, llarga i coberta d'escates en comptes de pèl, per avançar per l'aigua. No surten gaire de l'aigua, on es poden submergir entre 12 i 17 minuts. Viuen en famílies integrades per un mascle, una femella i les seves cries. Es guarden del fred i dels depredadors construint nius que sovint penetren en la riba i tenen un accés subaquàtic. Mengen sobretot boga i altres tipus de vegetació aquàtica, però també cacen animals petits.
La rata mesquera és l'espècie més grossa de la subfamília dels arvicolins, que inclou 142 altres espècies de rosegadors, principalment talpons i lèmmings. Les rates mesqueres són anomenades «rates» en un sentit general perquè són rosegadors de mida mitjana amb un estil de vida adaptable i una dieta omnívora. Tanmateix, no són «rates vertaderes», és a dir, membres del gènere Rattus.

## Etimologia
El nom comú de la rata mesquera es refereix a les dues glàndules odoríferes que té a prop de la cua, que deixen anar una forta olor «de mesc» que la rata mesquera utilitza per marcar territori. El seu altre nom en català, ondatra, deriva directament del seu nom genèric, Ondatra, que és el nom de l'animal en iroquès, mentre que zibethicus significa ‘que fa olor de mesc’ en llatí.
Un nom arcaic de l'animal és musquash, que deriva del terme nadiu abenaki mòskwas.

## Descripció
Una rata mesquera adulta mesura entre 40 i 60 cm de llarg, dels quals gairebé la meitat són de la cua, i pesa entre 0,7 i 1,8 kg. Aquest és un pes unes quatre vegades superior al de la rata comuna (Rattus norvegicus), tot i que una rata mesquera adulta només és una mica més llarga. Les rates mesqueres són molt més petites que els castors americans (Castor canadensis), amb qui sovint comparteixen l'hàbitat. Els castors adults pesen entre 14 i 40 kg. El coipú (Myocastor coypus) fou introduït a Nord-amèrica, provinent de Sud-amèrica, a principis del segle xx. Comparteix l'hàbitat de la rata mesquera, però és més gran; pesa entre 5 i 10 kg i la seva cua és rodona, no aplanada. No pot resistir a climes tan freds com la rata mesquera i el castor, de manera que només s'ha estès a la part meridional dels seus àmbits de distribució de Nord-amèrica.
Les rates mesqueres estan cobertes amb un pelatge curt o dens, que és de color marró mitjà-fosc, amb el ventre una mica més clar. El pelatge té dues capes que protegeixen l'animal de l'aigua freda. Tenen una cua llarga que està coberta d'escates en lloc de pèl i que està aplanada verticalment per ajudar l'animal a nedar. Quan caminen per terra, arrosseguen la cua, cosa que fa que les seves petges siguin fàcils de reconèixer. El cap dona peu directament al tòrax, sense coll.

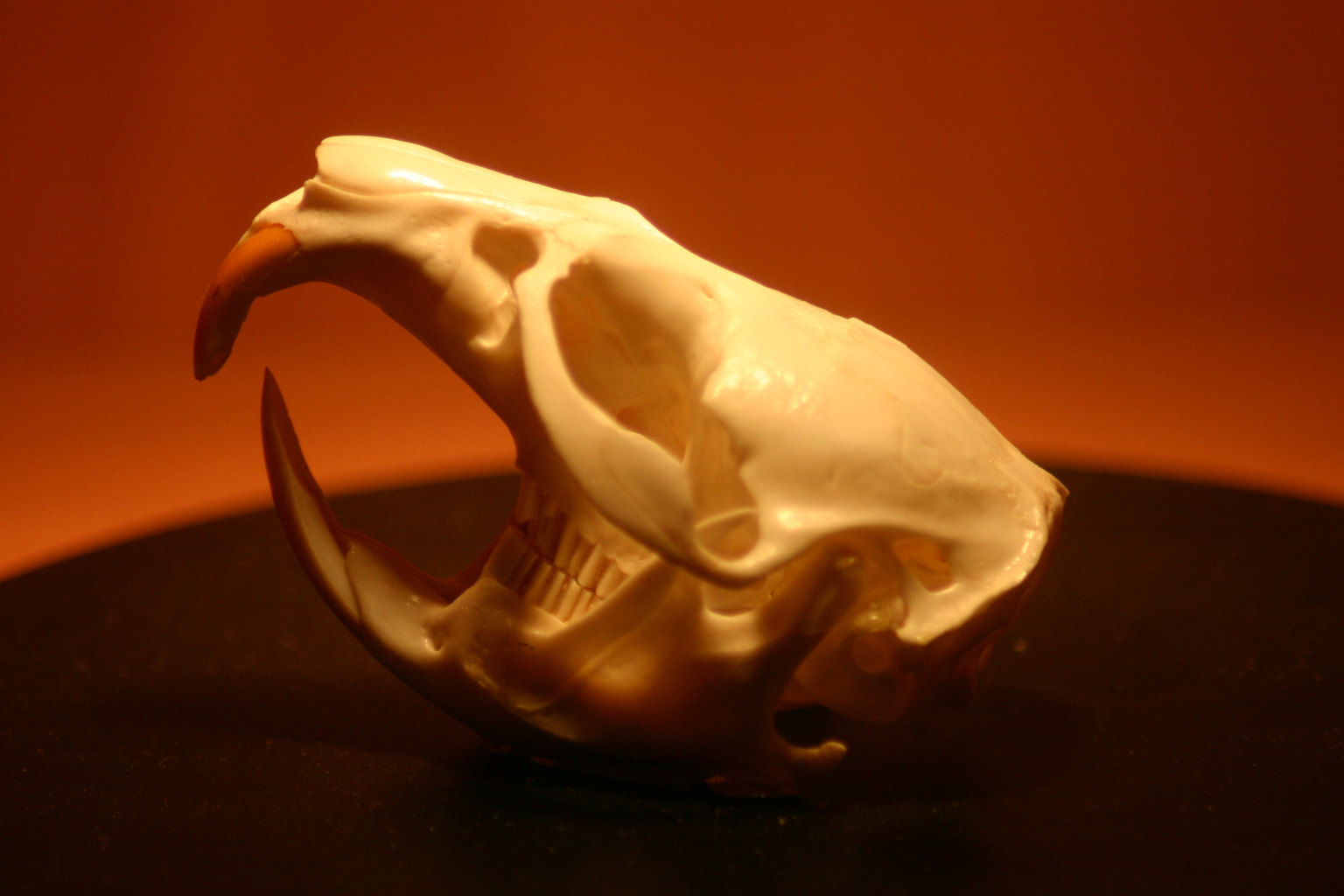
Crani de rata mesquera

Les rates mesqueres passen gran part del temps a l'aigua i estan ben adaptades a la vida semiaquàtica, tant a dins com a fora de l'aigua. Poden nedar dins l'aigua fins a 15 minuts. El seu cos, com el de les foques i els cetacis, és menys sensible a l'acumulació de diòxid de carboni que el de la majoria d'altres mamífers. Poden tancar les orelles per mantenir l'aigua fora gràcies al fet que les orelles es troben ben amagades sota el pèl. Les potes posteriors estan semipalmejades amb una mena de pèls eriçats, a diferència de les membranes dels coipús i els castors, però a l'hora de nedar la cua calba és el seu principal mitjà de propulsió. La cua també serveix per mantenir o canviar de direcció mentre l'animal neda, movent-se d'una banda a l'altra en el pla horitzontal.
Mentre que la majoria de rates mesqueres tenen un pelatge marró, algunes el tenen d'un marró fosc, i a Nova Jersey i Virgínia hi ha rates mesqueres negres. Tenen un pelatge gairebé negre, amb un color gris a la part ventral. La majoria d'aquestes rates mesqueres viuen en aiguamolls a prop d'aigua salada, tot i que algunes han quedat atrapades en llacs d'aigua dolça.

## Distribució i hàbitat
Les rates mesqueres viuen a gran part del Canadà i els Estats Units, així com una petita part del nord de Mèxic. Viuen principalment en zones humides, zones a dins o a prop d'aiguamolls d'aigua salada o dolça, rius, llacs o estanys. No estan presents a l'estat de Florida, on la rata mesquera de cua rodona (Neofiber alleni) ocupa el seu lloc.

Les rates mesqueres continuen prosperant a gran part del seu hàbitat nadiu i les àrees on han estat introduïdes. Tot i que molts hàbitats de zones humides han estat destruïts per l'activitat humana, s'han creat nous hàbitats per la construcció de canals o canals d'irrigació, i la rata mesquera continua sent comuna i estesa. Poden viure al costat de rierols que porten l'aigua sulfurosa que es drena de les mines de carbó. Els peixos i les granotes moren en aquests rierols, però les rates mesqueres hi poden prosperar i ocupen les zones humides. Són animals que també es beneficien de la persecució que pateixen alguns dels seus depredadors per part dels humans. 

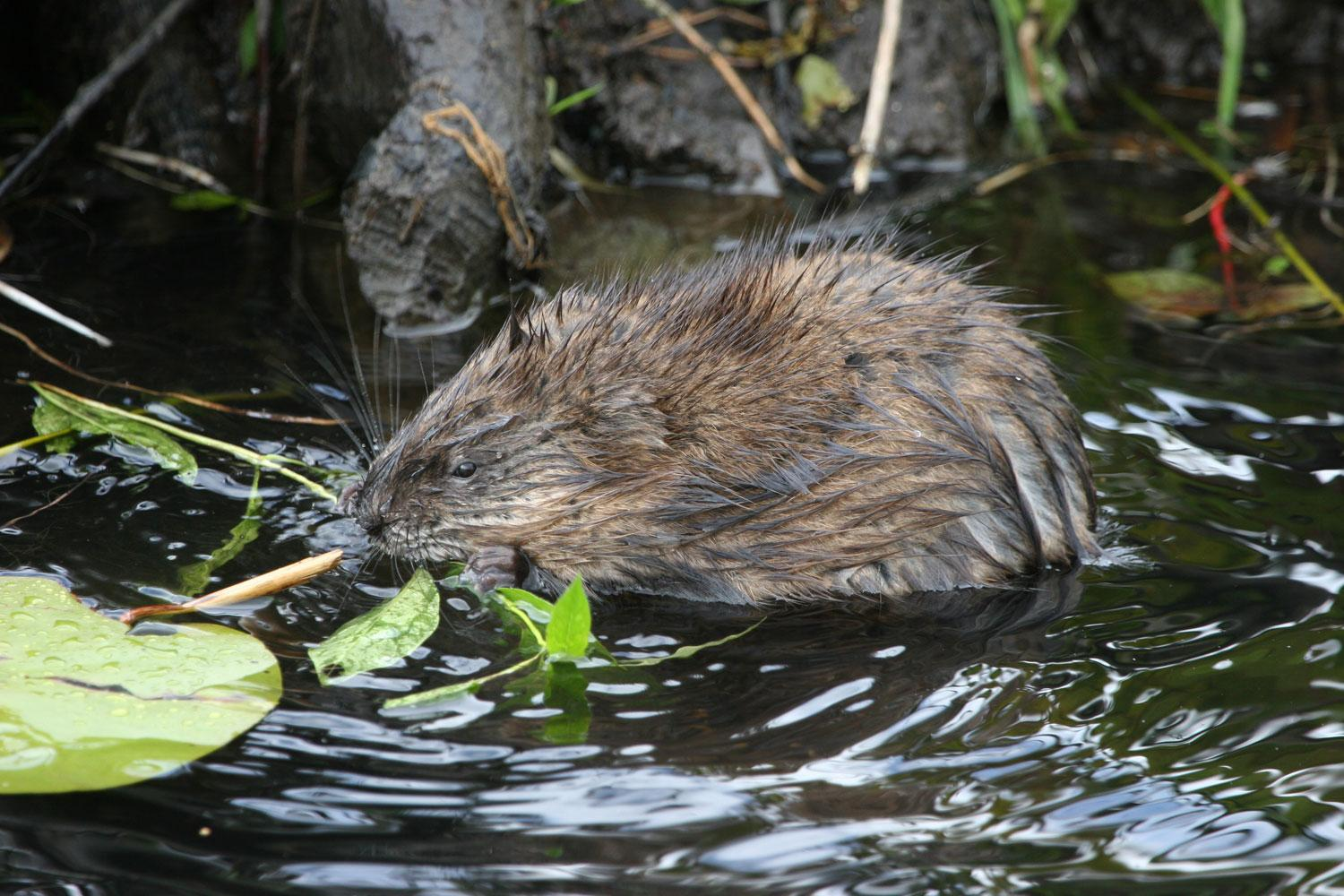
Una rata mesquera s'alimenta a la Colúmbia Britànica

### Distribució fora de Nord-amèrica
Segons l'opinió més acceptada, la colonització inicial d'Europa i Àsia per part de la rata mesquera començà a Bohèmia, a l'actual República Txeca. El 1905, la Princesa de Colloredo-Mansfeld tornà de Nord-amèrica amb quatre parelles de rates mesqueres. Les investigacions morfològiques suggereixen que es tractava d'exemplars de la subespècie Ondatra zibethicus zibethicus, comuna al Canadà. Els animals foren posats en llibertat a Dobrisch, a uns 35 quilòmetres de Praga. Des d'allí s'estengueren molt ràpidament en totes direccions: el 1912 ja havien colonitzat gairebé tota Bohèmia, el 1915 n'arribaren els primers exemplars al riu Regen de Baviera, i el 1927 s'havien estès per un ample front als països veïns, sobre una àrea d'uns 200.000 quilòmetres quadrats. El 1935 ja eren a Stendal, i el 1936 a Magdeburg. L'expansió es produí al llarg de rierols i rius com l'Elba i el Weser. La descendència de la població de Colloredo-Mansfeld s'estengué per tota la República Txeca, Eslovàquia, Hongria, Polònia, Romania, el nord de Iugoslàvia i altres països.
La segona invasió important per la colonització d'Euràsia es produí el 193], a partir d'una granja de pelleter vinguda a menys de la regió pantanosa de Leval, a França. Se n'escaparen unes 500 rates mesqueres, que a través del canal Rin-Roine i el riu Ill colonitzaren ràpidament el nord-est de França i, a través del Palatinat i Baden, gran part de l'oest d'Alemanya.
Aquest i altres alliberaments a Bèlgica, Suècia, Finlàndia, Polònia i Rússia acceleraren l'expansió de la rata mesquera. Molts d'aquests alliberaments es feren expressament. Així doncs, a partir del 1919 s'importaren a Finlàndia rates mesqueres d'Alemanya, Txecoslovàquia, els EUA i el Canadà, i foren alliberades a 300 llocs diferents amb permís de les autoritats. Per Sibèria, s'estengueren a Mongòlia, la Xina i Manxúria. El 1945, la rata mesquera fou portada al Japó. D'aquesta manera, aquesta espècie tan reeixida colonitzà en poques dècades grans extensions del continent eurasiàtic, on actualment ocupa un àmbit de distribució més gran que el seu àmbit nadiu a Nord-amèrica. A Espanya, ha arribat fins al País Basc i Navarra, però fins ara no se n'ha observat cap als Països Catalans.
A part d'Euràsia, les rates mesqueres han estat introduïdes a l'Argentina i Xile, on s'han aclimatat. El procés d'expansió de la rata mesquera fou afavorit pel fet que provenia d'un clima similar, per la seva alta taxa reproductiva i la seva gran capacitat migratòria. Als nous hàbitats tampoc no hi ha depredadors que s'especialitzin en aquests rosegadors.

## Comportament
Les rates mesqueres viuen típicament en grups familiars compostos per una parella mascle-femella i les seves cries, que solen ser unes catorze. Durant la primavera solen lluitar amb altres rates mesqueres pel territori o per parelles potencials, i moltes resulten ferides o mortes durant aquests combats. Les famílies de rates mesqueres construeixen caus per protegir-se a si mateixes i les cries del fred i els depredadors. Als rierols, estanys o llacs, les rates mesqueren excaven a la riba, i el cau té una entrada subaquàtica. Aquestes entrades mesuren entre 15 i 20 cm d'ample. Als pantans es construeixen caus amb vegetació i fang. Aquests caus mesuren fins a 90 cm d'alt. A les àrees nevoses mantenen obertes les entrades del seu cau tapant-les amb vegetació, que és substituïda cada dia. Les inundacions primaverals s'enduen alguns caus i cal refer-los cada any. Les rates mesqueres també construeixen plataformes d'alimentació a les zones humides. Les rates mesqueres ajuden a mantenir àrees obertes als aiguamolls, cosa que contribueix a proporcionar un hàbitat als ocells aquàtics.

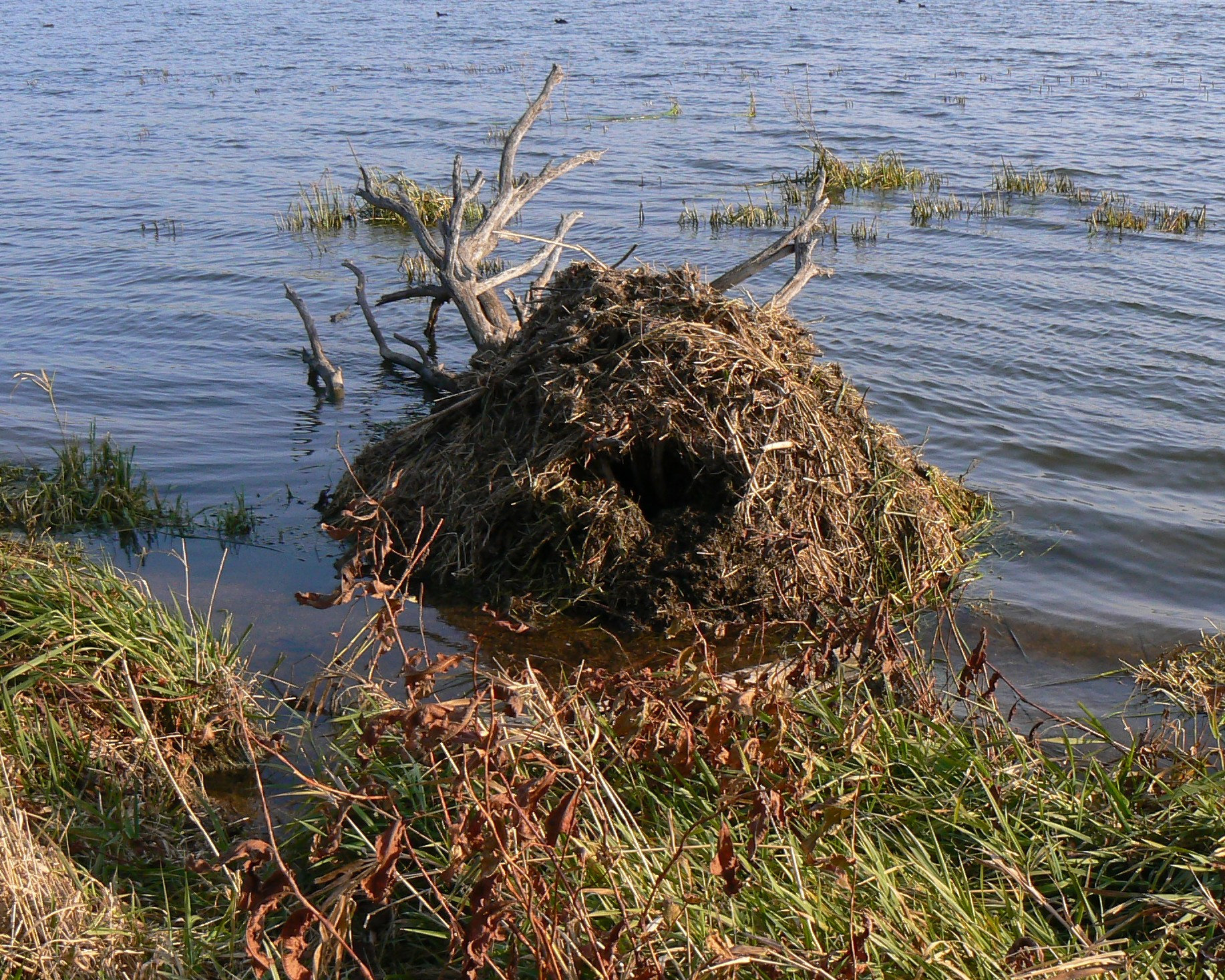
Cau de rata mesquera

Les rates mesqueres són especialment actives de nit o al crepuscle, tot i que, com en el cas de la guineu roja o el senglar, el seu cicle diari es pot veure pertorbat per l'activitat humana. A les zones on no se les molesta, a vegades també se les pot observar de dia. S'alimenten de bogues i altres plantes aquàtiques. No emmagatzemen aliments per l'hivern, però a vegades es veuen obligades a menjar-se l'interior del cau. Tot i que pot semblar que les rates mesqueres robin als castors els aliments que han emmagatzemat, hi ha més associacions aparentment cooperatives amb els castors, com es veu al documental de vida animal de la BBC presentat per David Attenborough, The Life of Mammals.
El material vegetal representa aproximadament el 95% de la seva dieta. Entre les espècies més consumides hi ha vegetals com ara el senill, la boga, joncs, nimfees i núfars, així com escorça d'arbre, equiset i potamogetons. També mengen cereals, verdures, fruits i herbes, i excaven per arribar a les arrels de nyàmera. Als mesos en què hi ha poca vegetació, suplementen la seva dieta amb animals petits com ara musclos d'aigua dolça, larves d'insectes aquàtics, granotes, crancs de riu, cargols d'aigua, peixos i petites tortugues. No s'ha pogut confirmar que les rates mesqueres es mengin ocells o els seus ous, i també es discuteix el grau d'importància dels musclos i crancs de riu en la seva dieta.
Les rates mesqueres continuen preferint l'aliment vegetal fins i tot quan n'hi ha poc, i normalment excaven per trobar-lo. Les rates mesqueres segueixen pistes que formen als aiguamolls i estanys, i quan l'aigua es glaça a l'hivern, continuen seguint les pistes sota el gel. Així és com els caçadors atrapen rates mesqueres a l'hivern.
Els senyals visuals i olfactius tenen un paper en l'espècie. Durant la temporada d'aparellament, el mascle marca els límits del seu territori amb excrements. Durant aquest temps també creixen molt les dues glàndules prepucials, que secreten el mesc. La rata mesquera vocalitza rarament. Durant l'aparellament, a vegades els dos animals emeten xiscles, i les cries fan sorollets semblants als dels ratolins. En confrontacions amb altres rates mesqueres o davant de depredadors, fan repicar les dents incisives l'una amb l'altra, emetent un soroll molt fort.

## Cicle vital

### Reproducció
Durant la temporada d'aparellament, les rates mesqueres ocupen una àrea que defensen contra altres animals, incloent-hi altres rates mesqueres. La mida d'aquesta àrea depèn de la disponibilitat d'aliment, però de mitjana mesura entre 3.000 i 5.000 metres quadrats.
En els hàbitats de clima favorable, les rates mesqueres es poden reproduir tot l'any. Això es pot observar, per exemple, a les regions meridionals dels Estats Units. A l'Europa central, l'època d'aparellament és generalment el període de març a setembre, però també s'hi han observat femelles embarassades o cries durant els mesos hivernals. Habitualment, a l'Europa central les femelles donen a llum dues ventrades per any; en condicions ambientals molt favorables és possible una tercera. La gestació dura trenta dies, al final dels quals neixen entre quatre i nou cries, més habitualment cinc o sis. Les cries neixen petites, cegues i calbes, i només pesen uns 22 grams. El seu pelatge espès i sedós es desenvolupa en els primers 14-18 dies, i obren els ulls després d'uns 10 dies. Després d'unes quatre setmanes comença a créixer la capa exterior de pèl; aquest canvi de pèl cap a l'anomenat «pelatge adult» és complet als quatre mesos d'edat, quan l'animal ja pesa uns 600 grams. Als medis meridionals les cries maduren en sis mesos, mentre que als medis septentrionals, més freds, triguen aproximadament un any.
Sembla que les poblacions de rata mesquera experimenten un patró regular de creixement i declivi dramàtic sobre un període d'entre sis i deu anys, que probablement es deu a una combinació de pressió per part dels depredadors i a les malalties. Alguns altres rosegadors, dels quals són un exemple cèlebre els lèmmings, parents propers de les rates mesqueres, experimenten el mateix tipus de canvis de població.

### Depredadors i longevitat

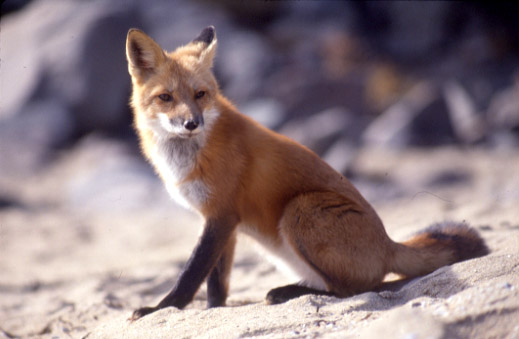
La guineu és un dels depredadors de la rata mesquera.

Les rates mesqueres són una important font d'aliment per molts altres animals, incloent-hi els visons, les guineus, els coiots, els llops, els linxs, els ossos, les àguiles, les serps, els al·ligàtors, els falcons grans i els mussols. Les llúdries, les tortugues mossegadores i peixos grans com ara Esox s'alimenten de les cries de rata mesquera. Els caribús i ants s'alimenten a vegades de la vegetació que forma els caus de rata mesquera durant l'hivern, quan els costa trobar altres aliments. A Suècia s'hi observà que, en els anys següents a un declivi de la població de rates talperes també es reduïa la població de rates mesqueres. Això és perquè, amb la caiguda del nombre de rates talperes, la pressió dels depredadors sobre les rates mesqueres s'intensificava dràsticament.
En llibertat, poques rates mesqueres arriben al tercer any. En els animals d'entre 30 i 36 mesos, les corones de les dents molars solen estar desgastades fins a l'arrel, de manera que ja no es poden continuar alimentant de manera adequada. Al principi de la temporada d'aparellament, al voltant d'un 85% de la població es compon d'animals nascuts l'any anterior. La majoria de la resta de la població es troba al segon any de vida. Els períodes de migració causen un nombre especialment elevat de baixes, car els animals es troben subjectes a una major pressió predatòria que si romanguessin en una mateixa zona. La mortalitat també és molt elevada durant la preparació de la temporada d'aparellament.

L'estatunidenc Paul Lester Errington es feu cèlebre pels seus estudis intensius de la rata mesquera, un animal amb el qual sempre se l'ha associat.

El predador més important de la rata mesquera és el visó americà (Neogale vison), un mustèlid que també ha sigut introduït fora de Nord-amèrica. El zoòleg Paul Errington, que estudià durant més de trenta anys la història natural de les rates mesqueres a les zones humides d'Iowa, feu investigacions exhaustives obre la relació predador-presa entre la rata mesquera i el visó. Els dos animals tenen una mida similar, comparteixen un estil de vida semiaquàtic i tenen les mateixes preferències d'hàbitat. Els visons cacen rates mesqueres atrapant-les amb les potes davanteres i mossegant-los repetidament al cap i el clatell. Tot i que la rata mesquera és la principal presa del visó, Errington demostrà que la depredació per part del carnívor no és el factor limitant de les poblacions de rates mesqueres. L'instint territorial dels rosegadors determina quants individus podran trobar aliment i prou espai per construir-se un cau en una determinada zona. Una vegada l'ecosistema és ple i s'ha assolit una densitat de població molt elevada, es produeix una mortalitat molt alta entre les rates mesqueres restants. La mortalitat és especialment alta entre els individus en migració, els afeblits per malalties o per l'edat avançada o pels joves que busquen el seu primer territori; aquests són els individus més propensos a caure víctimes dels visons. A la zona estudiada d'Iowa, el 70% de les rates mesqueres caçades per visons estaven afeblits per malalties o condicions climàtiques extremes. Entre les malalties més devastadores per les rates mesqueres hi havia una malaltia hemorràgica de gran mortalitat que Errington pensava que era una malaltia vírica, però actualment es creu que és causada pel bacteri Clostridium Aquesta malaltia és coneguda com a malaltia d'Errington.
Un percentatge significatiu de les preses eren mascles, que a la primavera havien abandonat el seu cau i havien marxat a altres zones a la recerca de nous territoris per preparar-hi la temporada reproductiva estival. També queien preses dels visons rates mesqueres joves que no trobaven prou aliment al seu territori; en canvi, els exemplars adults ben alimentats només eren caçats rarament pels visons. Per tant, es pot descriure la dinàmica de poblacions de les rates mesqueres com a dependent de la densitat. En condicions ambientals favorables, els rosegadors tenen una vida més o menys tranquil·la.

## Història i ús pels humans
Els americans nadius han considerat des de fa molt de temps la rata mesquera com un animal molt important. En diversos mites de creació amerindis, és la rata mesquera la que baixa al fons del mar primordial per buscar el fang amb què es formarà la terra, després que altres animals hagin fracassat en l'intent.

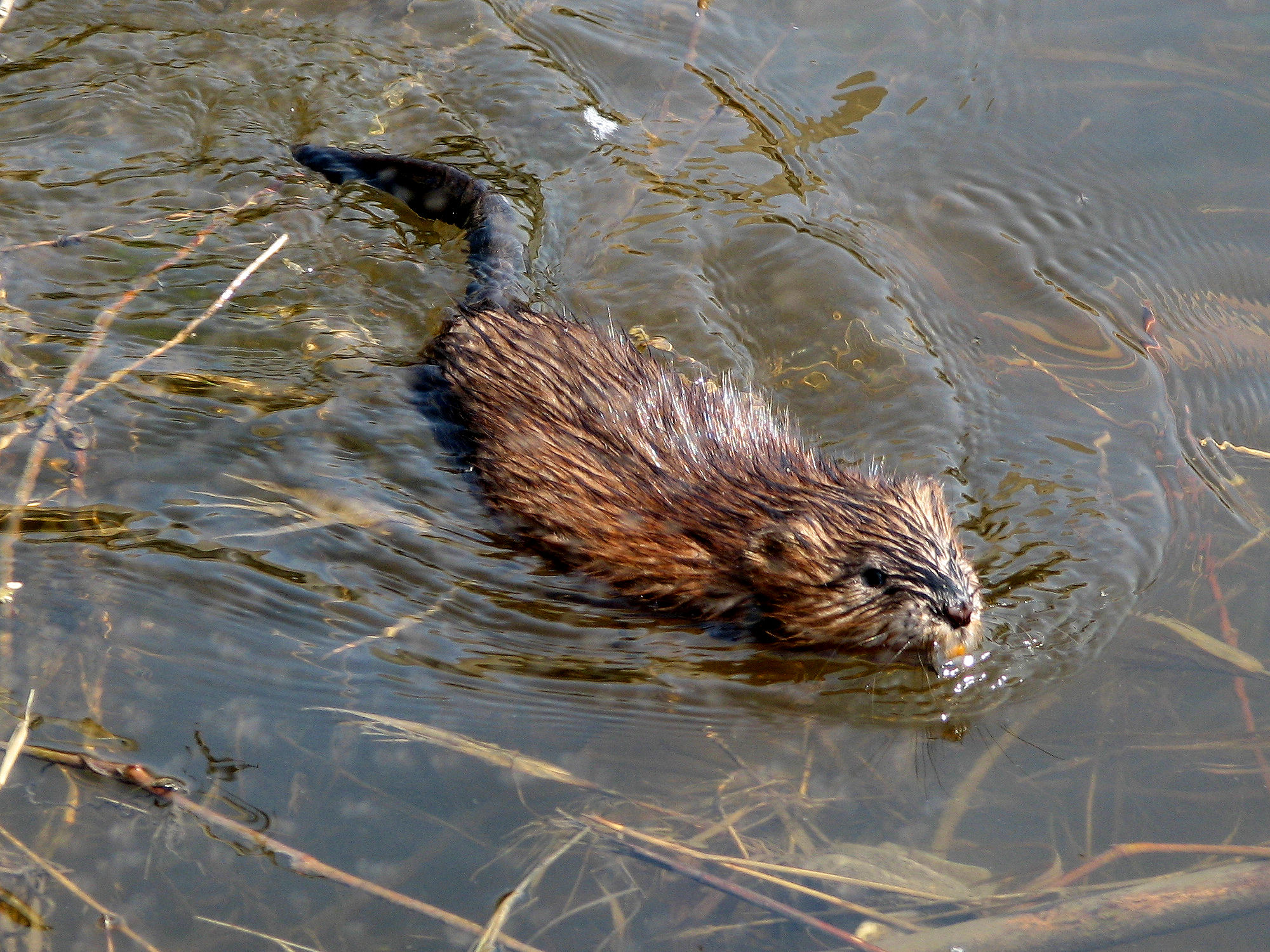
Una rata mesquera neda al riu Rideau (Ottawa).

A vegades, les rates mesqueres han estat una font d'aliment pels humans. Es diu que la seva carn té gust de conill o ànec. A l'Arxidiòcesi Catòlica Romana de Detroit hi ha una dispensació des de fa molt de temps que permet que els catòlics mengin rata mesquera el Dimecres de Cendra i els divendres de Quaresma (en què està prohibit menjar qualsevol tipus de carn, tret del peix): com que la rata mesquera viu a l'aigua, es considera que és igual que un peix.
Els sopars de Quaresma amb rata mesquera són tradicionals en alguns llocs de Michigan. La carn també es consumeix habitualment a Bèlgica i els Països Baixos, i és un plat tradicional a la península Delmarva i a determinades altres àrees i segments de població dels Estats Units.
El pelatge de rata mesquera és molt càlid i de bona qualitat, i la captura de rates mesqueres pel seu pelatge esdevingué una indústria important a principis del segle xx, especialment a l'estat de Louisiana. El pelatge de rata mesquera assoleix la màxima importància a principis de desembre a la majoria d'estats septentrionals dels EUA. També a principis del segle xx s'introduïren les rates mesqueres a Europa pel seu pelatge. El pelatge era adornat i tenyit de manera especial, se li donava el nom de pelatge hudson seal, i es vengué molt als Estats Units a principis del segle xx.

## Rol ecològic

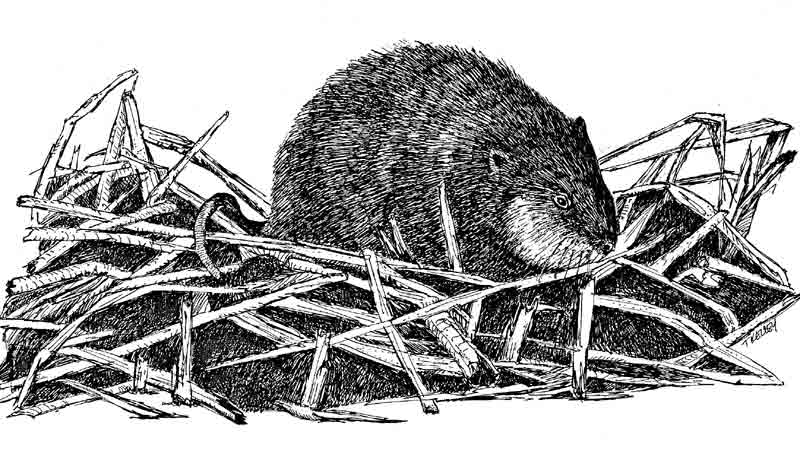
Il·lustració d'una rata mesquera al cau

Malgrat el seu pèl econòmicament valuós amb un pelatge llarg i sedós, a Alemanya, Bèlgica i el Països Baixos la rata mesquera sovint és perseguida com a plaga, pel danys que causa als dics. Forma part de la llista de les 100 espècies invasores més dolentes d'Europa.

### Perjudicialitat de la rata mesquera
Des d'un punt de vista econòmic, la rata mesquera és temuda pels grans danys que causen les seves excavacions a les ribes, embassaments i dics. Això provoca grans despeses de reparació de les construccions subterrànies i les vies aquàtiques. A la Baixa Saxònia s'estimen aquestes despeses en aproximadament 1,6 milions d'euros per any.
Des d'un punt de vista ecològic són més greus els danys agrícoles causades per aquest animal. A vegades es queda atrapat en camps o jardins, o destrueix cultius. Rosegant grans quantitats de joncs, aquest animal pot canviar dràsticament l'estructura d'un ecosistema riberenc.

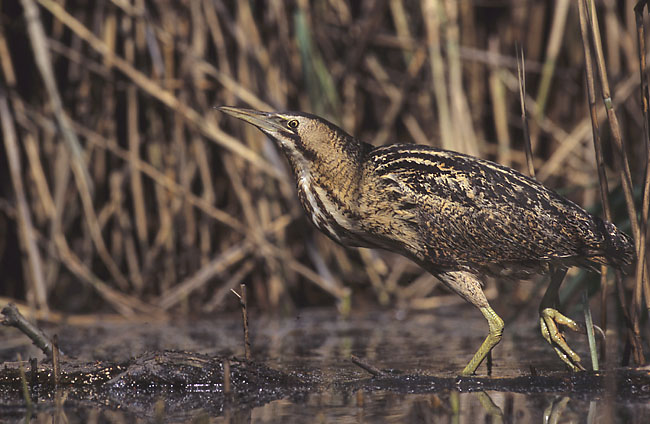
El bitó comú perd la seva àrea de cria a causa de la destrucció de les plantes riberenques per part de la rata mesquera.

Especialment a l'hivern, quan la disponibilitat d'aliment vegetal no és suficient, la rata mesquera s'alimenta de musclos i crustacis que ja es troben amenaçats per la contaminació aquàtica i la degradació dels rius. És el principal predador de certs musclos d'aigua dolça de la superfamília dels unionacis, com per exemple l'ostra perlera (Margaritifera margaritifera). La rata mesquera també ha sigut culpada del col·lapse de les poblacions de musclo de riu comú a diferents regions de Baden-Württemberg.
Un altre problema ecològic és que aquest rosegador és un hoste intermedi del cestode Echinococcus multilocularis; quan una rata mesquera és caçada per una guineu, el carnívor també és infectat pel paràsit.
A les granges de peixos en particular, la rata mesquera és considerada una amenaça. Es discuteix la magnitud dels efectes de la seva depredació sobre els peixos. Tanmateix, hi ha consens que poden dur malalties d'un estany a un altre.

### Acceptació als ecosistemes europeus
Molts biòlegs d'invasions sostenen que els ecosistemes no estan saturats quant a biodiversitat. Els neòfits i neozous poden colonitzar nínxols ecològics que o bé mai no serien ocupats pels animals i les plantes nadius o bé estaven ocupats per organismes desapareguts per l'acció humana. Segons Ingo Kowarik, la colonització tan reeixida dels ecosistemes europeus per part de la rata mesquera fou gràcies a l'existència de nínxols vacants. El castor, de mida més gran que la rata mesquera i que ocupava ecosistemes similars, ha desaparegut de gairebé tot arreu des de principis del segle xx. El cérvol comú, que abans pasturava a les ribes, ja no es troba més a les regions riberenques. Només la rata talpera, molt més petita que la mesquera, encara ocupa un hàbitat similar. No hi ha cap altre animal herbívor semiaquàtic de mida mitjana. Tenint tot això en compte, es pot tenir una noció més detallada de l'impacte real de la rata mesquera als ecosistemes europeus.
Per exemple, Kowarik indica que els danys als cursos d'aigua concerneixen principalment els cursos d'aigua condicionats i modificats pels humans. Les activitats de la rata mesquera tendeixen més aviat a retornar la riba al seu estat i dinàmica originals, i els danys que causa aquest animal a les ribes naturals són insignificants.
Segons les investigacions de Kowarik, les rates mesqueres poden provocar canvis significants en biòtops petits, però no ha pogut determinar que provoquin canvis rellevants per la conservació de la natura. En l'opinió d'aquest científic, la reducció dels joncars que se sol produir quan les rates mesqueres ocupen un hàbitat, de fet resulta en un augment de la biodiversitat. La reducció dels joncars fa que els ocells que hi coven els ous, com la boscarla de canyar o el bitó comú, hagin de migrar. Les aigües somes que queden alliberades són ràpidament colonitzades per plantes aquàtiques i altres ocells aquàtics. Per Kowarik, tampoc no s'han determinat els efectes de la rata mesquera com a predadora de musclos; per una valoració adequada, caldrien comparacions entre poblacions intactes de musclos i el seu consum per part dels rosegadors. D'altra banda, la llúdria comuna, que antigament s'alimentava d'aquests invertebrats, ha sigut desplaçada en gran part, i la rata mesquera ha ocupat aquest nínxol.

### Mesures de control
Pocs anys després de l'alliberament de rates mesqueres a Bohèmia, l'animal fou classificat com a plaga. L'estat de Baviera inicià les mesures de control immediatament després de la primera observació del rosegador, i el 1917 creà una base legal que fou adoptada per molts altres estats alemanys. Tanmateix, aquestes mesures no tingueren gaire èxit. El 1935 es creà la Comissió del Reich pel control de la rata mesquera, que, tot i tenir 36 treballadors, no aconseguí millors resultats.
Fins ara, només Gran Bretanya ha aconseguit exterminar completament la població immigrant de rates mesqueres, en part gràcies al fet que és una illa. El 1927, els pelleters n'importaren uns exemplars, que aconseguiren escapar-se més tard aquel mateix any. Ja el 1932 s'hi implementaren mesures de control exhaustives, que incloïen una prohibició completa d'importar i criar rates mesqueres. Després d'uns sis anys, l'intens combat donà els seus fruits, i ja no quedaven rates mesqueres a Gran Bretanya.
Malgrat els grans esforços que es fan per combatre-la, la rata mesquera es resisteix a ser erradicada dels continents europeu i asiàtic. Ni la caça ni l'ús de patògens bacterians han estat capaços d'infligir baixes importants a aquest rosegador. A causa dels enormes danys econòmics i ecològics que aquest animal ha provocat a molts països, es creà l'Organització Europea per la Lluita contra la Rata Mesquera, amb seu a París. Aquesta organització combat la rata mesquera principalment als països del Benelux, França i Gran Bretanya. Només als Països Baixos, el 2003 en foren caçats gairebé 400.000 exemplars. En canvi, a Alemanya les mesures de control se centren principalment a protegir les defenses contra les inundacions dels possibles danys provocats per les rates mesqueres. Fins ara no hi ha hagut danys de gran magnitud.